# Zhang Daoling
Zhang Daoling (34-156) was een belangrijke daoïst en daoshi die leefde tijdens de oostelijke Han-dynastie. Hij stichtte de daoïstische stroming Zhengyi Mengwei Tianshi Dao, hierbij werd zijn school opgevolgd door "daoïstische pausen". Hij was namelijk de eerste daoïstische paus (zie: lijst van Hemelse Meesters). De andere namen van deze daoïstische stroming zijn "Tianshi Dao" en "Wudou Mi Dao".
Men zegt dat Zhang Daoling niet dood ging, maar naar de hemel oprees met zijn vrouw en twee discipelen. Sindsdien wordt hij als de godheid Zhang Tianshi gezien. Bij Zhang Daoling begon ook de verering van goden in het daoïsme. Hij werd de god die duivels en boze geesten kan verdrijven. Zelfs een afbeelding van hem zou bescherming bieden tegen het kwaad. Hij wordt meestal afgebeeld op een tijger met een zwaard in zijn hand dat kwade geesten kan verdrijven.